# فهرست گره‌ها
گره پیوندی یا گره خم به انواع گره‌هایی گفته می‌شود که به منظور اتصال و پیوستگی دو سر دو طناب ایجاد می‌شود.

## گره‌های پیوندی

### ب
- گره بافنده
- گره بخیه‌زنی

### ف
- گره فلاندری

### ک
- گره کشتی هوایی

## گره قلابی
گره قلابی یا گره ملوانی به انواع گره‌هایی گفته می‌شود که از بستن طناب به کشتی یا هر وسیله نقلیه دیگر یا شی دیگر حاصل می‌شود.

### فهرست الفبایی

#### پ
- گره پروسیک
- گره پنجه گربه‌ای

#### ت
- گره تک
- گره تور ماهی‌گیری

#### ر
- گره راننده کامیون

#### س
- گره سطل

#### ل
- گره لغزشی

#### م
- گره میخکی